# Laurens II Keldermans

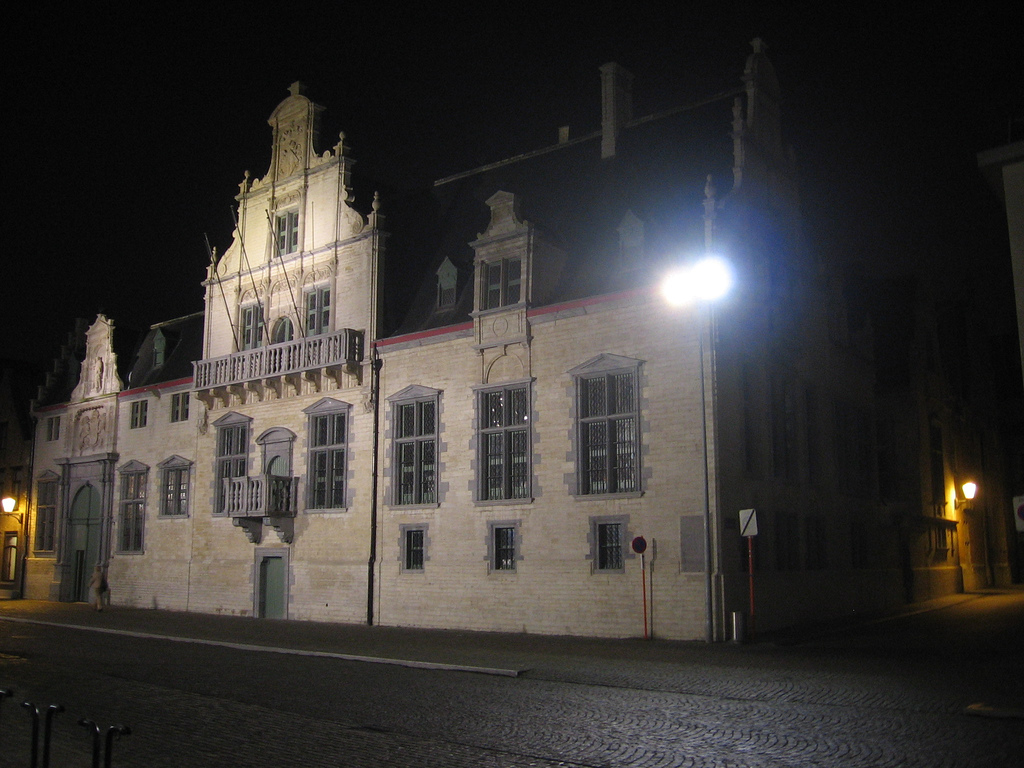
Hof van Savoy in Mechelen, met daarin de Raadkamer ontworpen door Laurens II

Laurens II Keldermans, ook wel Laureys Keldermans (?-1534) was een Brabants architect en een van de laatste telgen uit het Brabantse bouwmeestersgeslacht Keldermans.
In opvolging van zijn vader Antoon II en diens broer Rombout II voerde hij de laatste werkzaamheden uit aan de Onze-Lieve-Vrouwekathedraal in Antwerpen, het Stadhuis van Middelburg en het Markiezenhof in Bergen-op-Zoom. Zijn invloed is merkbaar aan de verschillende renaissance elementen die terug te vinden zijn in deze bouwwerken.
Van zijn hand zijn ook de inrichting en versiering van Grote Raadkamer uit het Hof van Savoye in Mechelen.

## Lijst van bouwwerken (selectie)
- Onze-Lieve-Vrouwekathedraal in Antwerpen
- Stadhuis van Hulst
- Stadhuis van Middelburg
- het Markiezenhof in Bergen-op-Zoom
- de Grote Raadkamer in het Hof van Savoye in Mechelen (1527)